# Borz Miklós
Borz Miklós (Esztergom, 1921. május 16. – Budapest, 1992. július 30. ) katona, politikus.

## Életrajz
Borz Miklós 1921-ben született Borz Lajos, Komárom és Esztergom vármegyei királyi tanfelügyelő és Bellus Anna gyermekeként. Feleségül vette Antoni Klára iparművészt, akitől négy gyermeke született. Az esztergomi Bencés Gimnáziumban érettségizett 1941-ben, majd a Magyar Királyi Honvéd Ludovika Akadémia elvégzése után, 1944-ben hadnaggyá avatták. A második világháborúban Erdélyben, 26. gyalogezrednél szolgált, 1944. karácsonyáig, amikor is megsebesült. Felépülése után a Kossuth-hadosztályba harcolt, és 1945-ben az  amerikai hadsereg fogságában került. 1946-ban mint „politikai megbízhatatlan személy” B-listára került, utána kiskereskedőként, munkásként, majd sofőrként dolgozott. Részt vett az 1956-os forradalomban. 1988-ban belépett a FKGP-be, aminek Pest megyei elnöke, majd országgyűlési képviselője lett. Parlamenti képviselőként dolgozott egészen 1992-es haláláig.